# 塞尔维亚内务部
塞尔维亚内务部，为塞尔维亚政府的执法机构。主要职能包括犯罪预防、犯罪追捕、侦查、海关、边界巡逻、反恐、反贪腐、缉毒、赈灾。

## 组织架构
- 直属机构:
  - 战略规划局
  - 国际合作与欧洲一体化局
  - 检举与申诉局
  - 媒体协作局
- 内部控制服务
- Secretary of state
- 秘书处:
- 警察理事会:
- 财政、人事与联合事务部:
- Internal police control sector
- 搜救分部